# Selmeci diákhagyományok

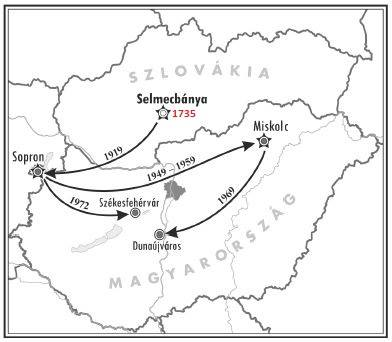
A selmecbányai akadémia magyarországi utódintézményei

A selmeci diákhagyományok eredete a Selmecbányán egykor fennállott Bányászati és Erdészeti Akadémia hallgatóihoz kötődik. Kezdetei a 18. század végére tehetők, kialakulása és fejlődése folyamatosan zajlott a következő évszázadban. A hagyományok később, az intézmény Sopronba költözése után is fennmaradtak, sőt újabb elemekkel bővültek. Így együtt képezik a selmeci-soproni diákhagyományok körét, amelyet a selmecbányai kötődésű felsőoktatási intézményekben a mai napig ápolnak, így a Soproni Egyetemen, a Miskolci Egyetemen, valamint Dunaújváros és Székesfehérvár selmeci előddel rendelkező felsőoktatási intézményeiben is. A diákhagyományok összetartást kovácsolnak, és bensőséges kapcsolatot teremtenek a felsőbb évesek és fiatalabb társaik között.
2014. szeptember 19-én a selmeci diákhagyományok, azaz a selmecbányai Bányászati és Erdészeti Akadémia diákhagyományainak továbbélése a jogutód intézményekben (Miskolci Egyetem, Nyugat-magyarországi Egyetem), felvételre került a Szellemi Kulturális Örökség Nemzeti Jegyzékére, az UNESCO Magyar Nemzeti Bizottság Szellemi Kulturális Örökség Szakbizottsága javaslata alapján.
A hagyományban részt vevők között szigorú hierarchia áll fenn. Az egyetemre frissen bekerülő hallgatók pogánynak, az ún. balekoktatáson és -keresztelésen átesettek baleknak, a másodéves hallgatók kohlenbrennernek (szénégetőnek), a legalább harmadik éve az egyetemen tanuló, a selmeci hagyományok szellemében megkeresztelkedett hallgatók Firmának számítanak. A hierarchiában magasabb szintekre lépéssel egyre több előjog, de egyre több felelősség is jár. Ilyen például a szaknak megfelelő egyenruha viselése, és ilyen az elsőéves balekok segítése. A kötelező hallgatási idő után veteránná válnak az intézet hallgatói. Aki tanulmányai végeztével elhagyja a campus területét, filiszterré válik.
A hagyományok ápolásának fontos részét képezik a szakestélyek, amelyek ősi szokások szerinti, kötött menetű, többnyire tréfás hangnemben zajló összejövetelek. Eredete a XVIII. századi német egyetemekig nyúlik vissza. Ennek megfelelően gyertyafény mellett folynak, és kizárólag a szaknak megfelelő „szent italt”: sört vagy bort, valamint zsíros kenyeret szolgálnak fel. Jelentősebb szakestélyekre külön cserép- vagy porcelánkupa, adott esetben öntött kupa készül. A szakestélyeknek legtöbbször van egy meghatározott célja, mely egyben névadója is lesz azoknak. Ilyen például a balekkeresztelő, a szalagtűző, a gyűrű- és kupaavató, a valéta- illetve a gyászszakestély.

## A diákhagyományok története

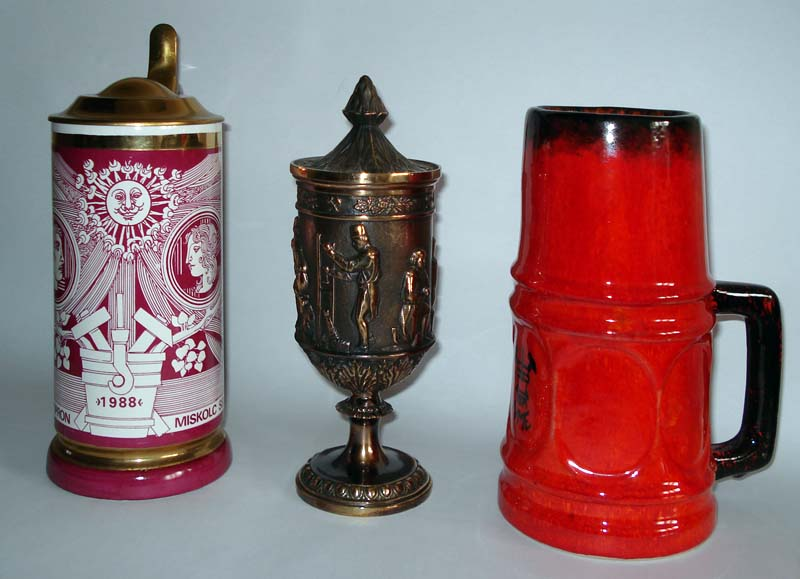
Kohász kupák Miskolcról

### A selmeci hagyományok kialakulása
A Selmecbányán tanuló akadémisták eleinte a Habsburg Birodalom minden tájékáról érkeztek, sőt egyéb európai országokból is sokan jöttek az akadémiára tanulni, az oktatás nyelve ugyanis a kiegyezésig a német volt. Selmecen nem volt kollégium vagy menza, a diákok teljes egészében magukra és egymásra voltak utalva. Az idősebbek támogatták, segítették az újonnan érkező fiatalabbakat, de ehhez persze ki kellett érdemelni azok bizalmát. Az idősebbek az év elején próbára tették a fiatalokat, hogy megfelelnek-e az elvárásaiknak (mai balekoktatás).
Valószínű, hogy a hagyományok nem tisztán selmecbányaiak, hanem egyik része a céhek rendszeréből ered, a másik részét pedig a diákok hozták magukkal. A céhek már a 12–14. században kialakultak mint érdekvédelmi szervezetek. Zárt társaságokat alkottak, ahova nem volt könnyű bekerülni. Az új tagok vizsgáztatása, megtréfálása mind-mind hozzátartozott a céhek életéhez. Például gyakran szórakoztak, énekeltek együtt, néha nagy lakomákat, társas összejöveteleket csaptak, ahol elnökválasztásra is sor kerülhetett. A közös iszogatáskor a fiatalabbaknak kellett hazaszállítani a kissé elázott mesterembereket. Már itt is folytak úgynevezett keresztelkedések, ahol az illetőnek összekötötték a lábát, egy lavórt vagy egy teknőt tettek a lába elé, és különböző kérdéseket tettek fel neki. Ha nem tudta, innia kellett. A kérdések helyes megválaszolása után választhatott magának keresztszülőt, aki leöntötte vízzel, és áttaszította a teknőn. Szokás volt még az is, hogy ezután adtak neki három pofont azokért a hibákért, amit még inas korában követett el. A keresztelés hitelességét keresztlevéllel igazolták, amit az elnök és a keresztszülő aláírásával hitelesített. Ezekből a dolgokból sok megmaradt eredeti formájában, de sokat a diákok saját szájuk íze szerint módosítottak. Előfordult az is, hogy külföldről jött diákok is hozzátoldottak valamit a már kialakult rendszerhez, de a főbb irányvonalat mindig is a magyar és a német diákok képviselték.
A diákok a hagyományok és a mulatozás mellett másra is fordítottak időt. Komoly célokkal társaságokat alapítottak, diáktanácsot, diákköröket szerveztek, ahol a diákság problémáit beszélték meg. Bálokat, összejöveteleket szerveztek, sőt elhunyt társaik temetésének lebonyolításáról is gondoskodtak. Ezek a hagyományok, a közösség által elfogadott, sőt megkövetelt viselkedési normák egyfelől bezárkózást, a „filiszterektől” (már nem akadémisták) való elkülönülést jelentették. Másfelől a közösség berkein belül egy bizonyos hierarchikus viszonyt határozott meg, amely magába foglalta a segítségnyújtást és a szeretetet is, de szigorú engedelmességet is megkövetelt. Ezeknek a német szellemiséget hordozó köröknek (burschenschaftok) első szervezeti foglalkozása 1823-ban volt. Ekkor alakult a Deutsche Gesellschaft in Schemnitz. A bursch-ok német tányérsapkában magas szárú csizmában, jobb vállukon átvetett „silbergrün” szalaggal és fokossal jártak.
1858-ban alakult a Schachtgesellschaft, amely keretet adott az ifjúság életének. Az ifjúság programját a Schacht-kocsmabeli szerda-szombati összejövetelek, illetve a kör vezetői, hangadói által eldöntött „cselekvési programok” határozták meg. Ez a tanárokkal és a városi polgárokkal szembeni agresszivitásban és néha a mértéktelen ivászatokban nyilvánult meg. Az összetartás és az együtt töltött időszak ezeket mind feledtetni tudta. Viszont az idő előrehaladtával megbomlott a „mindenki egyért, egy mindenkiért” elve. A hallgatóknak egyre fontosabbá váltak a nemzetiségükkel kapcsolatos kérdések. Így a burschenschaftok feloldó, egységesen német világot közvetítő szellemisége nem mindenkinek tetszett. Persze lázadni nem volt tanácsos, aki ezt megtette, arra könyörtelenül kimondták a „Verschiess”-t, ami akadémiai pályafutásának végét jelentette. De a más érdeklődésűek létrehoztak különböző köröket. 1862–1863-ban létrejött a Társasági és Olvasó Kör (Általános Társaság). Ez a társaság többször módosította alapszabályát, de tulajdonképpen végig megmaradt a burschenschaftok alapján.
A magyar csoportok eleinte csak szervezkedtek, majd 1875-ben részben a régi schachisták bevonásával alakult meg a Magyar Társaság. 1876-ig a burschenschaft is többé-kevésbé működött, de 1877 februárjában megtörtént a feloszlási ünnepély. Ez utóbbit elősegítette az is, hogy a pénzügyminiszter ekkor rendeletben tiltotta meg a német diákszokásokra emlékeztető dolgokat. 
A burschok még utoljára tartottak egy gyászszakestélyt, ahol a bursch szalagjukkal együtt eltemették a német diákszellemiséget. Ezután az esemény után Flóris, ki otthont adott a burschok mulatozásainak, bezárta kocsmáját, és nyugdíjba vonult. A magyar szellemiséget képviselő diákokat „jönköpings”-eknek csúfolták, gyűléseiket pedig a Szőllő nevezetű kocsmában tartották.
A Magyar Társaság mellett egyes hallgatói csoportokban 1879-ig több-kevesebb szervezettséggel éltek még az Általános Társaságnak, s ebben a korábbi Burschenschaftnak a szokásai, hagyományai, emlékei. Ekkor azonban minden korábbi szervezet megszűnt, s az év áprilisában megalakult a Bánya-, Kohó- és Erdőmérnök-hallgatók Ifjúsági Köre, röviden az Ifjúsági Kör, amely minden hallgatót összefogott. Szabályait, közösségi életét úgy alakította ki, hogy abba a korábbi hallgatói közösségek hasznosnak ítélt hagyományai is belekerültek. Így maradtak fenn a régi diáknóták is. Tagjainak azonban komoly elképzelései is voltak. A szervezetet még az állam is rendszeresen támogatta. Az alapítás évében avatták fel a kör zászlóját. Nemzeti színű selyemzászló volt, amelynek a közepére a bányász- és erdészcímereket hímezték aranyfonállal, bordó bársony alapon. A zászlóra hímzett felirat: „Tetteitek zengjék a haza dicső nevét!”. A zászlóra kötött kék szalagon „Szerencse fel!”, a piros szalagon pedig „Erdész üdv!” felirat olvasható. Továbbiakban a kör lett letéteményese mindazoknak, amit ma selmeci hagyományoknak nevezünk.

### A diákhagyományok 1919-től, a Sopronba költözést követően
1918-1919 fordulóján Selmecbánya a megalakuló Csehszlovákiához került. A selmecbányai intézmény, mely 1904-től már főiskolaként működött, Sopronba költözött. Az első évek igen nehéz körülmények között teltek, de e megpróbáltatások a tanárokat és a diákokat sorsközösséggé kovácsolták. Ennek is köszönhető, hogy a Selmecről hozott hagyományok Sopronban is gyökeret vertek, és egyben "soproniasodtak". A menekült főiskola hallgatói 1921-ben kulcsszerepet játszottak abban, hogy Sopron és környéke végül népszavazáson dönthetett hovatartozásáról.
Az ifjúsági Kör 1948. május 7-én, a fokozódó politikai nyomásra való tekintettel, szavazás útján 88%-os egyetértéssel feloszlatta önmagát. A következő években a kommunista rezsim a diákhagyományokat betiltotta. A következő évben a bányászati és kohászati tanszékeket Miskolcra telepítették, ahol létrehozták a Nehézipari Műszaki Egyetemet, ezzel két részre vágva az egykori Akadémiát. Az 1956-os forradalmi események után egy több mint 200 fős erdész tanár-diák csoport emigrált Ausztrián keresztül a kanadai Vancouverbe, ahol a British Columbia Egyetem Sopron Divízióján folytathatták munkájukat.
A szigorú tiltás évei után az 1950-es évek második felében kezdtek újból feléledni az ősi hagyományok, mikor a rendszer már megtűrte egy-egy elemét. Valódi visszatérésről azonban csak 1970 körül lehetett szó. Ekkor a hagyományok a KISZ keretében működhettek, némileg megváltoztatott formában, de viszonylagos szabadsággal. Lehetővé vált a fennmaradt tárgyi emlékek felkutatása és megőrzése, a hagyománytörténet tudományos igényességű feltárása. Az 1971-es vadászati világkiállítás áttörést jelentett: újra lehetségessé vált a hagyományos egyenruhák viselése. Ugyanekkor kezdődhetett Sopron és Miskolc között az élő barátságok ápolása, a kölcsönös látogatások, sőt egy-egy diákcsoport tanulmányi kirándulás keretében már eljuthatott Selmecbányára is.

## Nóták

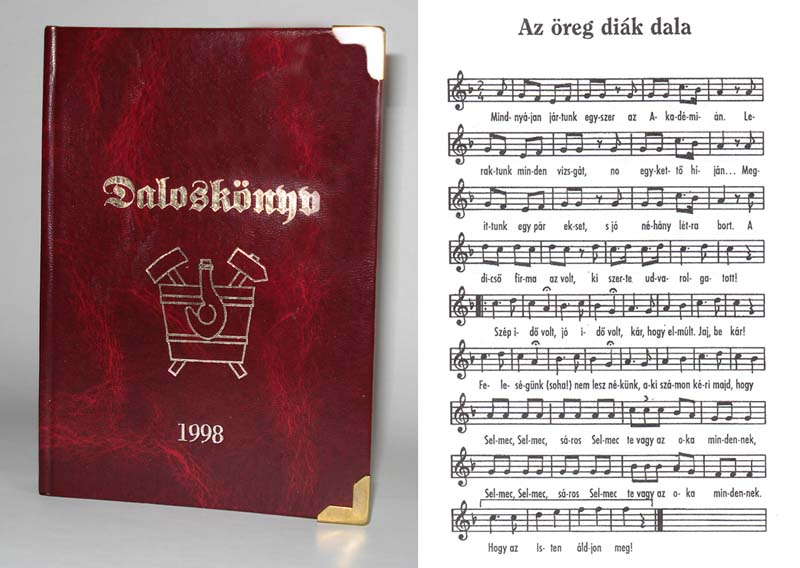
Daloskönyv és egy oldala

A diákdalok eredetét nagyon bonyolult vizsgálni. A szakestélyeken, más alkalmakból sok olyan nótát énekelnek ma is, aminek a származását nem lehet pontosan meghatározni. A középkorban az ún. vándordiákok terjesztették a nótákat egész Európa-szerte. A mai dalok közül szinte már egy sincs, ami ugyanúgy szólna, mint a régi selmeci burschok, de mondanivalójukkal, hangzásukkal, hangulatukkal emlékeztetnek a régiekre. A diákélet fokozatosan kialakult szertartásaihoz hozzátartoztak a nóták is, amik elősegítették az oldott hangulat kialakulását.
Az Akadémia megalapítása utáni első 90 év diákdalairól nincsenek ismeretek. Az első gyűjtemény 1826-ban jelent meg Carl Stegmayer gyűjtésében. A könyv 19 dalt és 5 verset tartalmaz. Az elkövetkező években további daloskönyvek jelentek meg, a legrégibb fennmaradt példány 1868-as keltezésű (dr. Molnár László, a Dunaújvárosi Főiskola volt főigazgatója tulajdonában). Az első kiadásokban már szerepel néhány ma is énekelt dal. Ilyen például a Ballag már a vén diák (ez a nóta Selmecről terjedt el egész Európában), a balekkeresztelő nóta, a Praeses dala, A hordó hátán stb. A magyar nyelvű oktatás bevezetése után elkezdték az eredetileg német szövegű dalok magyarra fordítását. Az első magyar nyelvű gyűjtemény nem daloskönyvben, hanem Tassonyi Ernő: „Aki a párját keresi” című regényében jelent meg 1905-ben. Sok dalt ma is az ő fordítása alapján énekelnek (például A vendéglőből most jövök éppen, Mindnyájan jártunk egyszer az Akadémián).
A Sopronba költözés hatására megnövekedett a diákdalok jelentősége. Még nagy részüket németül énekelték ugyan, de 1931-ben kiadták az első magyar nyelvű nótáskönyvet, amely 79 dalt tartalmazott. A második világháború előtt még további három kiadás látott napvilágot, azt követően pedig számos kiadás jelent meg a daloskönyvekből. A selmeci hagyományokat magukénak valló intézményeknek külön daloskönyve van, ezért gyakran előfordul, hogy Sopronban, Miskolcon, Fehérváron és Dunaújvárosban másképp éneklik a dalokat.
A hagyományos diákdalok és himnuszok felhasználásával írta Csemiczky Miklós Carmina universitatis című, szimfonikus zenekarra, kórusra és szólóhangokra írt zeneművét. Az oratóriumot a Miskolci Egyetem miskolci működésének 60., a jogelőd Selmeci Akadémia alapításának 275. évfordulója alkalmából 2009. szeptember 8-án mutatták be a Miskolci Egyetem aulájában. A bemutatón a Miskolci Egyetem Szimfonikus Zenekara és a Miskolci Bartók Kórus működött közre, Fekete Attila (tenor) és Szüle Tamás (basszus) énekelték a szóló szólamokat, Török Géza vezényelt.

## Egyenruhák, egyenviseletek
A selmeci hagyományok szerinti egyenruhák őse a bányászruha. A bányászok munkájuk miatt sajátos szokásokat alakítottak ki, és munkájuk befolyásolta ruhájuk formáját is. A munkaruha elsődleges rendeltetése az volt, hogy megóvja viselőjét a bányákban előforduló kőhullástól, portól, nedvességtől. Leginkább fekete anyagból készült válltöméses egyszerű ezüst vagy aranygombokkal díszített ruhát hordtak. A Burschenschaft, majd az Ifjúsági Kör tett először lépéseket arra, hogy a főiskolások egyenruhát viseljenek. Az 1820-as évektől a burschenschaft fekete nyitott zubbonyt mellénnyel, hozzá lapos fekete sildes sapkát – ami a régi német viselet volt – viseltek. Jobb vállukon átvetve ezüst-zöld-ezüst szalagot viseltek, amin feltüntették vulgójukat és beiratkozásuk évszámát. A magyarok piros-fehér-zöld szalagot viseltek. Az egyenruhák a mai formájukat 1892-ben, az új Akadémiai Palota átadásának évében nyerték el.

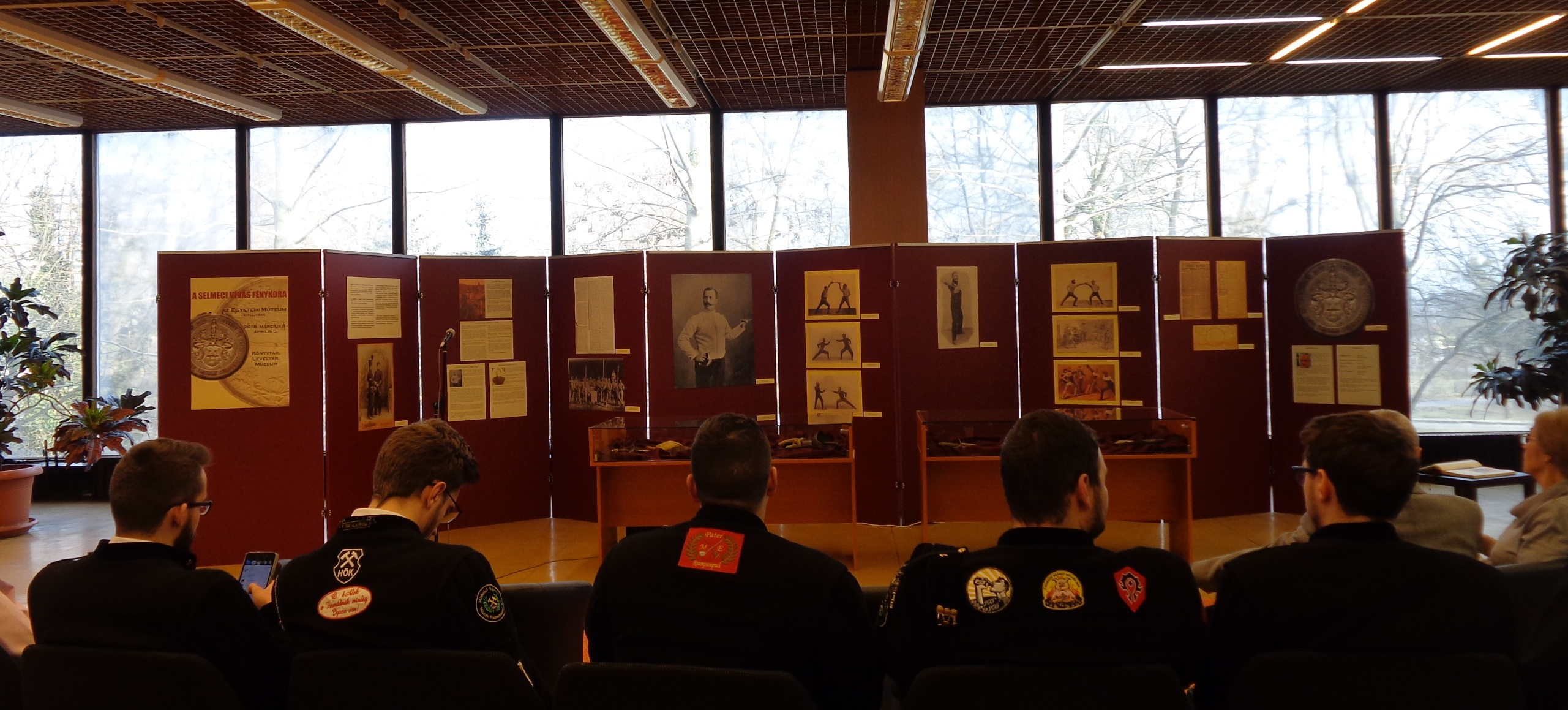
Miskolci egyetemisták hagyományos egyenruhában A selmeci vívás fénykora c. kiállítás megnyitóján (2018)

Az erdész akadémikusoknak egyenruha viselését a miniszter 1882-ben engedélyezte az 1881-ben elrendelt államerdészet egyenruha szabályzata szerint. Először oldalfegyver nélkül, majd ünnepélyes alkalmakra engedélyezte oldalfegyver viselését is, de a kardbojtot nem. A szolgálati ruhából alakult ki a köznapi viseletnek számító walden. Őzbarna színű anyagból készült. A derékba szabott rövid zubbonyt, amely hátul fel volt hasítva, öt erdészgomb díszítette. Álló gallérja, vállmagasítása, ujjvégei sötétzöld bársonyból készültek. A hajtókás mellzsebeket a későbbiek során elhagyták a kabátról. A waldenhez fekete nadrágot, fekete cipőt vagy csizmát viseltek. Az elrendelt féldísz illetve díszruhából kisebb átalakulással lett az erdész hallgatók ünnepi öltözete. Sötét palackzöld vagy fekete színben készült hét meneteles, makkos végű, aranyszínű sújtással a mell részen, vitézkötéssel az ujjakon és a háton. A gallért a waldenen és az atillán is az erdészcsillagként ismert tölgylevélcsokor díszítette. A díszöltözetnek számító atillához Selmecen az egyenruha-rendelet szerinti erdészsapkát viselték, a homlokára hímzett koronával. Később Sopronban már az általános fekete tiszticsákót hordták. Nadrágként hajtóka nélküli pantallót hordtak hozzá zöld szegélyvarrással, vagy vitézkötéses oldalzsinórozott szűk magyar nadrágot, fekete magyar csizmával. A kard eredetileg 70 centiméter pengehosszú, kétélű, egyenes kard volt, magyar markolattal, sötétzöldre fényezett lóbőr tokkal. Később viszont a kardpengéket már szablya módra ívelték.
Az egyenruhákat 1951-ben betiltották, de 1971-ben az erdészek a waldent szavazták meg hivatalos viseletnek. A bányászok és a kohászok hétköznapi viselete a gruben volt. Erős fekete anyagból készült, derékba szabott, lefelé bővülő, rövid zubbony volt, hátul felhasítva. Elől nyolc aranygombbal gombolható, a felhasítás mentén három-három arany, illetve ezüst gomb díszítette, a gallér, a paszomány, valamint a vállmagasítás a karnak, szaknak megfelelő színű anyagból készült. A vállmagasítás azt a célt szolgálta, hogy a szerszám ne essen le a vállukról. A felkaron, a vállban erős tömések voltak. Ezek a nehéz fizikai munka során szerezhető sérülésektől óvták a bányászokat. A grubenhez fekete nadrágot és cipőt vagy csizmát viseltek. Néhány bányász még sapkát is hordott. 
A bányászok és a kohászok ünnepi alkalmakra aufot öltöttek magukra. Ez a jobb minőségű fekete anyagból készült álló gallér paszományos zárt kabát, amely szintén magán viselte a karok és szakok jelzéseit. A bal felkaron volt egy szintén bársonyból készült pajzs alakú rész, ami aranyzsinórral volt körbevarrva. Az aufhoz hordott sapka fekete színű volt, elöl-hátul hat-hat bányász aranygombbal, melyek között aranyzsinór volt átfűzve. Az aufot teljesen zárva vagy nyitva, vagy a felső két gomb begombolásával hordták. Eredetileg zseb nélküli volt.
A waldent más szakok is egyenruhának tekintik, a fások paszománya fekete, a geodétáké kék. Az egyenruhák bal karján gyakran látható egy bársonyból készült pajzs. A rajta lévő arany csíkok jelzik a sikeres és a sikertelen félévek számát.
A diákoknak a mindennapi élet során megkopott, elhasználódott az egyenruhájuk. Mivel másikra nem nagyon volt pénzük, ezért foltokat varrtak rá; eleinte a ruhával megegyező színű vagy egyszínű foltokat. Aztán fokozatosan kialakultak a színes, mókás feliratokat, rajzokat ábrázoló foltok. Ezeket a foltokat csak lányok varrhatták fel az egyenruhára, illetve a fiúsított lányoknak a fiúk is felvarrhatták. Régebben nem volt szokás, hogy lányok járjanak az Akadémiára, de amióta a női nem is megjelent, a keresztelés előtt fiúsítani kell őket. A folt lehetett évfolyamjelvény, alias név, nótacím stb. A legrangosabb folt a „tempus” folt volt (piros szívbe arany zsinórral hímzett tempus szó). Akinek ezt a menyasszonya vagy jegyese készítette, akkor arról mindenki tudta, hogy foglalt.
A Miskolci Egyetemen a 2000-es évektől kezdve új típusú egyenviseletek is megjelentek, ami annak köszönhető, hogy a társadalomtudományi karokon is felmerült az igény ezekre. Így alakult ki a jogászoknál a jurátus, a közgazdászoknál az aufhauer mintájára készült gazdász egyenviselet, a bölcsészeknél a bocskai és a kazinczy egyenviselet, valamint az egészségtudományi karon a stefánia.

## Szakestélyek

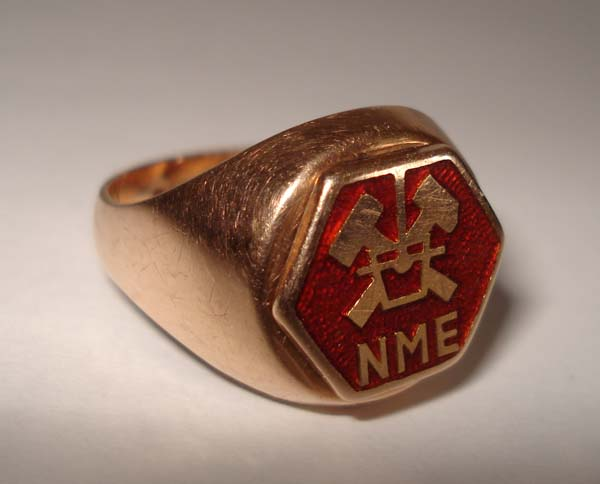
Kohász gyűrű, általában Gyűrű- és kupaavató szakestélyen avatják

A selmeci diákhagyományok leglátványosabb és legtöbb embert megmozgató rendezvénye a szakestély. A hagyományok közül ezt sikerült leginkább megtartani eredeti formájában. A mostani szakestélyek formájukat és lefolyásukat tekintve majdnem ugyanúgy zajlanak, mint régen Selmecen, de sok minden kissé megváltozott. Annak idején a bányászok tartottak szakestélyeket a város nyugati részén elterülő Tanád hegy aljában lévő „Neuschacht”, vagy röviden „Schacht” nevű kocsmában. Mivel a hivatalos oktatási nyelv a német volt, így a szakestélyeken is németül beszéltek. Így keresztelték el összejöveteleiket „Schachttag”-ra. A kiegyezés után a hivatalos nyelv a magyar lett, így az elnevezés is megváltozott szakestélyre. Az elnevezésből is adódik, hogy itt általában egy szak (kar) képviseltette magát.
A régi szakestélyeken szakmai jellegű dolgokat beszéltek meg (nótázással és tréfálkozással), de a szakmai jelleg elég hamar háttérbe szorult, mivel egy szakestélyen eleinte csak egy szak képviselte magát, de mivel folyamatosan bővültek a szakok, ezért jártak egymás szakestjeire is, és ezért a szakmai  beszélgetésbe nem tudtak volna beleszólni, így elvetették ezt a szokást. A mai napig vannak olyan felszólalások a szakesteken, amik szakmai irányúak, de ezek is inkább vicces, tréfás, poénos felszólalások. A szakestélyen egyre inkább előtérbe került a vidámság, a jókedv, a nótázás, a vicces felszólalások, egymás vagy a tanárok kifigurázása. A szakestély először az ősi szakok himnuszainak (Bányász, Kohász, Erdész), majd a saját szak himnuszának közös eléneklésével veszi kezdetét. Az, hogy a testvérszakok himnuszait is eléneklik-e, kettős megítélés alá esik. Egyrészről erősíti a szakok közti összetartást (a collegalitas-t), másrészről viszont sok időt elvesz az est programjából. Külön megállapodás kérdése, hogy testvérvárosból érkezett vendégek himnuszát intonálja-e a Cantus praeses, vagy maguk a vendégek éneklik el.
A szakestély diákrendezvény, amin csak meghívottak vehetnek részt. A meghívót átruházni nem lehet. A szakestélyen – a balekkeresztelő szakestély kivételével – csak megkeresztelt egyetemi polgárok vehetnek részt. Régen Selmecen 40–50 fős szakestélyeket tartottak. Mára módosult a helyzet: a szakestélyek protokolleseményekké váltak, a létszám megnőtt, a szakestély írott és íratlan szabályait nehéz betartatni.

### Tisztségek a szakestélyen

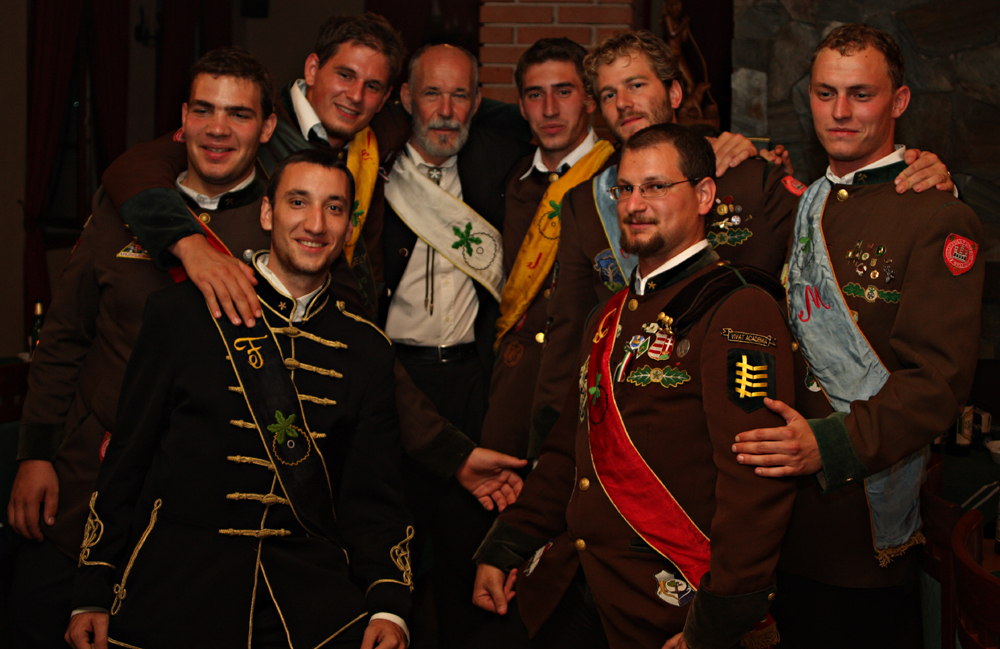
A szakestély tisztségviselői

Egy szakestély mindig valamilyen céllal jön létre, ennek megfelelően minden szakestélynek megvan a maga hivatalos megszólítása. A szakestélyre invicetli vagy invitáló czédula készül, amin tudatják a meghívottal, mikor, hol lesz a szakestély. Ez gyakran tréfás formában íródik. A szakestély tisztségviselőit az a társaság választja, amely a szakestélyt szervezi. A szakestély tisztségviselői szalagot viselnek.
Tisztségviselők:
- Praeses (prézesz): A szakestély elnöke. Az ő szava szent és sérthetetlen, amit ő mond, az úgy is van. Feladata a szakestély levezetése és a további tisztségviselők kijelölése. A szalagja fehér színű, mert feddhetetlen.
- Major domus (major domusz): A szakestély háznagya, ő készíti el a házirendet, amit az elnök hitelesít. A házirendben foglaltakat mindenki köteles betartani. Az ő feladata elintézni, hogy legyen terem, ahol megtartják a szakestet, legyen zsíros kenyér és sör. Ő nevezi ki a nem szalagos tisztségviselőket (Fuhrwerkek, konzekvencia, etalon, garatőrök). Szalagja kék színű.
- Fuchsmajor (fuxmajor): A balekcsősz. Feladata a sötét balekság irányítása és terelgetése. Ha egy pogány szólni kíván a szakestélyhez, először a balekcsősznek kell szólnia, és ő közvetíti az elnöknek, mint egy tolmács. Szalagja fekete színű, mint a tudatlan pogányság „setétsége”. „Modern” szakestélyeken csoportjuk feladata a rend- és csendfenntartás is, amelyben serital kupakjával kivert botjuk a legnagyobb segítség.
- Cantus praeses (kantusz prézesz): A nótabíró. Feladata a kellő nóta intonálása a szakestély folyamán. Szalagja piros színű, mert szívből énekel.
- Contrapunct (kontrapunkt): Az elnök visszhangja. Feladata az elnök szavának erősítése. Egy jó kontra remek hangulatot tud teremteni a helyzethez passzoló beszólásaival. Régen azért volt szükség rá, mert a kocsmák zegzugos helyeire nem mindig jutott el az elnök hangja, így ők továbbították az elnök mondandóját szóról szóra. Szalagja sárga színű, mert az irigység színét jelképezi.

A szalagos tisztségviselők mellett a következőket is kijelölik: 
- Konzekvencia: A szakestély konzekvenciája. Feladata az elnök tévesztései után levonni a konzekvenciát egy sörrel teli kupa fenékig ürítésével, amelyet hangos „Vivát Praeses” kiáltás előz meg. Általában két konzekvenciát jelölnek ki.
- Garatőrök: A szakestély tisztségviselőinek „csaposai”. Feladatuk ügyelni arra, hogy a szakest hivatalos tisztségviselőinek mindig legyen ital a korsójában.
- Fuhrwerk (furverk): A szakestély „fuvarosai”. Feladatuk hazaszállítani a lerészegedett Firmákat. Általában balekok látják el ezt a tisztséget.
- Etalonrészeg: Egy szakest addig tart, míg az etalon el tudja mondani a mondókáját. Új funkció, régen nem volt ilyen tisztségviselő. Ha nincs éppen felszólalás, az etalonrészeg mondókáján sokat tud rágódni a szakestély. Talán innen lehet lemérni a szakestély színvonalát, minél többet foglalkoznak az etalonnal, annál rosszabb egy szakestély, bár néha fel tudja dobni a szakestet.
- Pater Crampampuli (páter krampampuli): Amennyiben a szakesten készül krampampuli, annak elkészítéséért és behozataláért felelős.

### A szakestély lefolyása
A szakestélyen gyertyák világítanak. A Cantus Praeses sötétben elkezdi intonálni a Sza- sza- szakestély… kezdetű nótát, amit a gyertyagyújtás követ. Ezután következik az elnökválasztó nóta, amit többszöri sikertelen és tréfás jelölések követnek. Végül megválasztják az „igazi” elnököt, akit a szakestély hangos „vivát” felkiáltással üdvözöl.
Az elnök elfoglalja a helyét, felveszi szalagját, és így szól: „Tisztemet tisztelettel átveszem”. Felkéri a Cantus praesest, hogy intonálja a szakok himnuszait, amit a szakestély felállva énekel. Az elnök a szakok tiszteletére elrendel egy „eks”-et, majd a Cantus Praeses elénekli a Praeses dalát, az elnök pedig a Fiúk, ha majd remeg kezemben… kezdetű nótát. Felkéri a háznagyot, olvassa fel a házirendet, és nevezze ki a szalag nélküli tisztségviselőket. Ezzel véget ért a szakestélyt megnyitó rész.
A szakestély a házirend szerint folyik tovább. Az italfogyasztás időpontját és mértékét az elnök határozza meg. A szakestély hangulatától különböző módon rendelkezhet:
- eks: fenékig ki kell inni a korsót,
- tükrös: addig kell inni, míg a poharat ferdén tartva nem látod az italban a tükörképed,
- ergo bibamus vagy lefety: tetszés szerinti fogyasztást jelent.

Ha valaki szót akar kérni, akkor hangos „vocem preco”-val és magasba emelt jobb kezével jeleznie kell a szándékát. Az elnök „habeas” szóval engedélyezi, „non habeas” kifejezéssel nem engedélyezi a felszólalást. A felszólalónak a hozzászólását mindig a szakestély hivatalos megszólításával kell kezdeni.
Szakestélyen gyakran előfordulnak (mű) nézeteltérések. Ezek megoldására az elnök sörpárbajt rendelhet el. A sörpárbajt a Major domus közreműködésével az elnök vezeti le. Annak van igaza, aki előbb kiissza a korsóját.
Az összejövetel végén eléneklik a Gaudeamus igitur, a Ballag már a vén diák, a Szakestély végére című dalokat, és véget ér a szakestély.

### A szakestélyek fajtái
- Balekkeresztelő szakestély: Itt keresztelik meg – sörrel és korommal – a pogányokat, itt válnak igazán egyetemi polgárrá, és megtörténik a lányok fiúsítása is. A díszbalekot a Fuschmajor a fülénél fogva vezeti be a terembe. Ő lesz először megkeresztelve. Akit megkereszteltek, jogosan viselhet egyenruhát, és járhat szakestélyekre.
- Szamárszakestély: A visszaírt hallgatók szakestélye. Selmecen Flórisnál, az Arany Bányamécshez nevű kocsmában tartották a főiskolások, ahol Flóris szamara, Galilei volt az elnök.
- Stafétaátadó szakestély: Itt az öreg leköszönő Firmák átadják a stafétát a balekjaiknak. A szakestély első részében még a Firmák látják el a tisztségeket, a szünet után már a balekok ülnek a Firmáik helyén.
- Firmaköszöntő szakestély: A III. évben a balekból Firmává váló keresztelkedettek tartják.
- Valétaszakestély: Selmecbányán is tartottak ilyen jellegű szakestélyt, de ma már sokfelé szakadtak a hagyományok, így ezzel a szakesttel azonos mondanivalójú, de más elnevezésű szakestélyt tartanak a testvérkarok: Miskolcon és Dunaújvárosban Gyűrű- és kupaavató szakestélyt, Sopronban Szalag- és korsóavató szakestélyt.
- Gyászszakestély: Ha egy keresztelt egyetemi polgár vagy oktató elhalálozik, emlékére gyászszakestélyt tartanak. A gyászszakestélyen sötétben eléneklik a „Gyászindulót” és az elhunyt kedvenc nótáját. Lassan elkezdik ütögetni az asztal széléhez kupájukat, az elnök vezényszavára ekset isznak, majd egyetlen csapással összetörik korsójukat, hogy abból már senki ne tudjon inni. A korsó fülét fekete szalaggal átkötve őrzik. A szakestély résztvevői a szakestély után két hétig nem jelennek meg mulatozásokon és nyilvános helyeken.
- Szent József szakestély: Csak Sopronban rendezik a faiparosok védőszentjének tiszteletére. A mindenkori IV. éves fások rendezik, ahol is egy Józsefnek kell lenni az elnöknek.
- Borbála szakestély: Szent Borbála, a bányászok védőszentjének tiszteletére rendezik.

## Valétálás

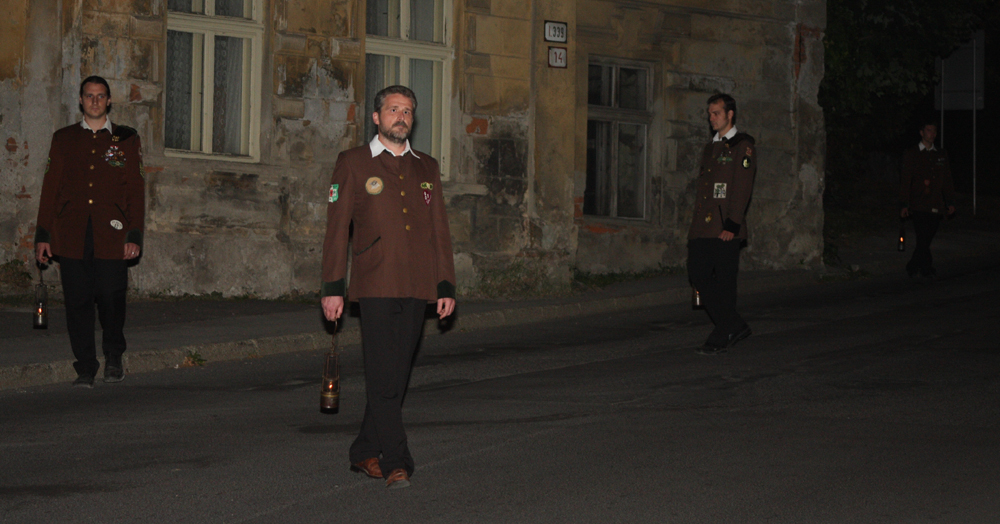
Szalamander Selmecen

A végzős évfolyamok a valétálás során vesznek végső búcsút az egyetemtől. A valétálás előtt pár héttel tartják az utolsó évfolyamszakestélyt, a Valétaszakestélyt. A valétálás kifejezés a latin eredetű „Valete!” szóból származik, amely „Éljetek boldogul!” jelentéssel bír. A „Valete” egy útra bocsátó áldás az Alma Mater részéről. A valétálás része a „szalamander”, amelynek során a végzősök bányászlámpákkal és fáklyákkal énekelve vonulnak végig a belvárosban, mintegy elbúcsúzva az Alma Maternek helyt adó várostól.
A magyarországi ballagások mind-mind a selmecbányai valétálásra vezethetők vissza. A valétálás után az öreg Firmát balekjai kivitték az egyik selmeci városkapuhoz, és kirugdalták a városból. Ezzel jelképezték, hogy akadémiai pályafutása véget ért. Sopronban ezt az aktust a Tűztoronynál hajtják végre.

## A hagyományok továbbélése
Az Akadémia utódintézményeinek diákszervezetei gondoskodnak a hagyományok életben tartásáról és továbbfejlődéséről. A Soproni Egyetem hallgatói 1989-ben alapították meg a Selmeci Társaságot. A Miskolci Egyetemen 1995-ben jött létre a Selmeczi Diáknapok megszervezésére a Dudujka-völgyi Rókák társaság, ennek tagjai csak a műszaki karokon tanuló (bányász, kohász, gépész) férfiak lehettek. Ezt követte az 1999. december 9-én alapított Jogász Örökbaráti Egyesület, amely a jogi karon való hagyományőrzést igyekezett megszervezni és elmélyíteni. A Dunaújvárosi Főiskolán 1991-ben jött lére a Sztálinvárosi Leopárdok nevű társaság.
A selmeci diákhagyományok a selmeci akadémia jogutód intézményeiben (Miskolc, Sopron, Dunaújváros, Székesfehérvár) továbbra is élő diákhagyományok. Mivel a hagyományrendszer bányász, kohász és erdész hallgatók öröksége, így természetesen nem minden kar jogosult ezen hagyományok megélésére, melyet a Szellemi Kulturális Örökség 2014-ben oltalma alá vett. A selmeci diákhagyományok egyik célja az is, hogy a jogutód intézmények hagyományőrző diákjait összekösse. A selmeci hagyományok nem olyan céllal jöttek létre, hogy a magyar felsőoktatásban általánosan terjeszteni kívánt hagyományrendszert jelentsenek, ez a jelen korban is így van. A hagyományok más egyetemek diákjainak is megtetszettek (elsősorban a Budapesti Műszaki és Gazdaságtudományi Egyetem Közlekedésmérnöki és Járműmérnöki Karán és Építészmérnöki Karán). Ezen karok egyetlen jogi kapcsolata a selmeci hagyományokkal az, hogy 1934 és 1949 között szervezetileg (de nem helyileg) a Magyar Királyi József Nádor Műszaki és Gazdaságtudományi Egyetem karaként működtek a jogutód karok. A műegyetemi selmeci hagyományőrzés név alatt történő diáktevékenység nem tekinthető a selmeci diákhagyományok részének.
A Műegyetem is rendelkezett diákhagyományokkal (avatási és ballagási szokások, jelképrendszer, hierarchikus szintek és megnevezéseik, öltözködési módok, koreográfia alapján zajló esti összejövetelek), azonban ezek a szokások kivesztek a köztudatból, ám kutathatóak. Esetleges újbóli felelevenítésük a jelen korban még várat magára.

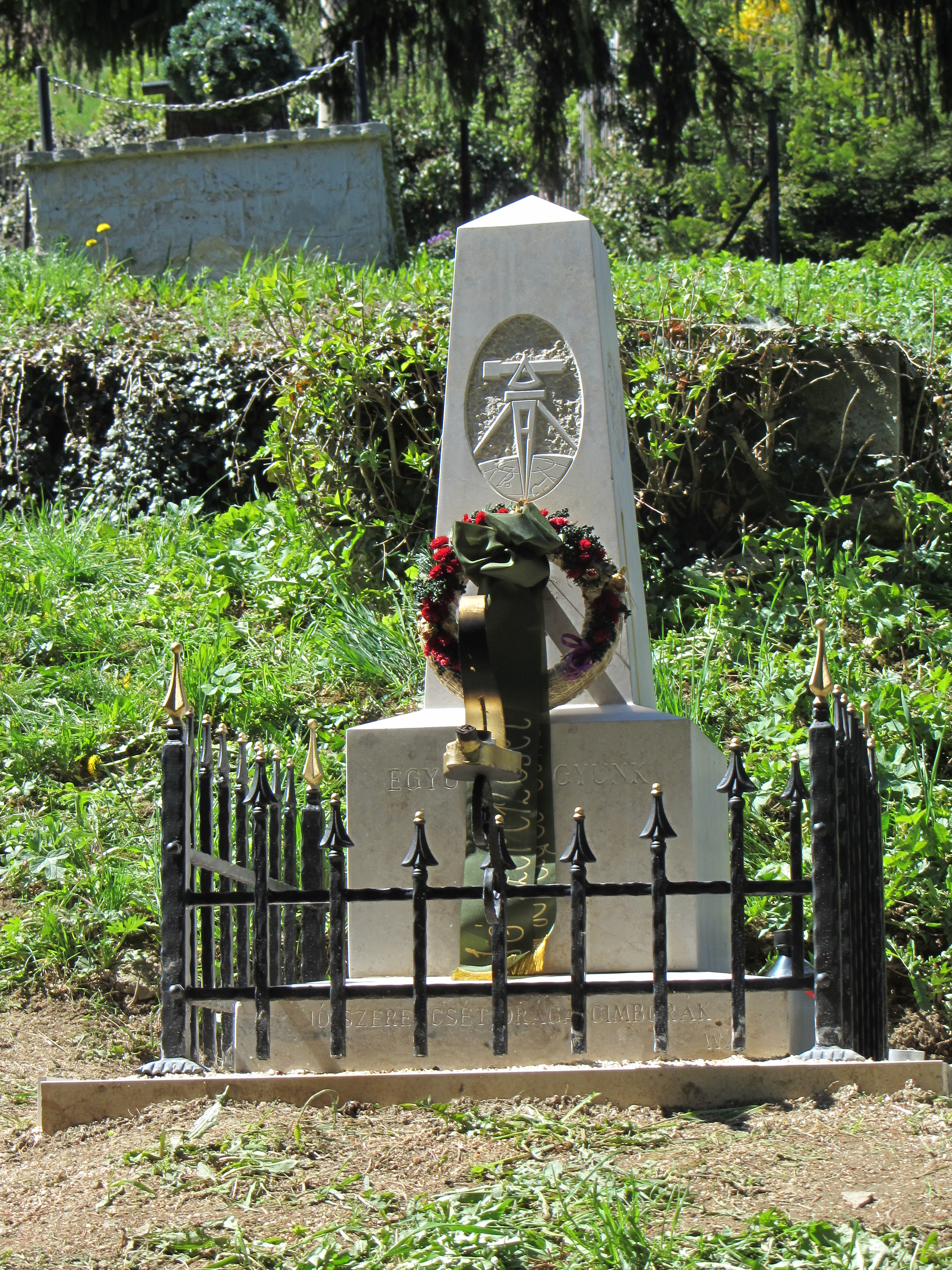
A selmeci emlékkő a temetőben 2012-ben

A selmeci örökség ápolása az öregdiákok körében is tovább él. A GEO régi hallgatói már több mint 25 éve (az első hivatalos Kemény Mag túra időpontja még vita tárgya) minden évben (a 2020. és a 2021. évi összejövetel a pandémia miatt kimaradt) Selmecen emlékeznek meg az Alma materről. A jeles évfordulókra, az együtt töltött idők emlékezetére materiális emlékeket (ónkupa, emlékkorsók, névre szóló veretes énekeskönyv, emlékkő) is készítettek, de volt arra is példa, hogy az arra méltó hallgatókat is magukkal vitték. A volt tanáraik által adományozott „KeményMag” elnevezést büszkén magukévá tették. A selmeci kirándulások emlékét honlapjukon kezdték el rögzíteni.